# Thames Embankment

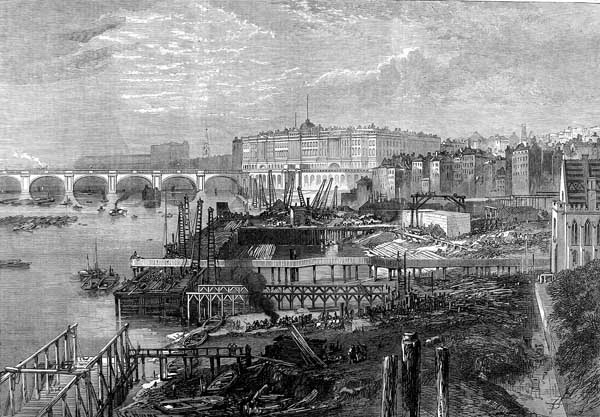
Das Victoria Embankment im Bau (1865)

Das Embankment auf Höhe des ehemaligen Hotel Cecil um 1910

Das Thames Embankment (Themse-Uferdamm) ist eine technische Großleistung des Tiefbaus im 19. Jahrhundert, um Marschland an der Themse im Zentrum von London zurückzugewinnen. Es befindet sich am nördlichen Flussufer und besteht aus dem Victoria- und Chelsea Embankment.

## Geschichte
Es gibt eine lange Geschichte von fehlgeschlagenen Vorschlägen, die Themse in Zentral-London einzudeichen. Dammanlagen entlang der Themse wurden erstmals von Christopher Wren in den 1660er Jahren und 1824 von einem ehemaligen Soldaten und Berater  Georg IV. angeregt. Sir Frederick Trench schlug einen als Trench's Terrace bekannten Damm von den Stadtteilen Blackfriars nach Charing Cross vor. Trench brachte einen entsprechenden Gesetzesentwurf im Parlament ein, der blockiert wurde. In den 1830er Jahren hat der Maler John Martin für einen Damm mit darunter liegendem Abwasserkanal geworben. Die städtischen Betriebe passten einen Plan von James Walker im Januar 1842 an, dieser geriet jedoch in Konflikt mit internen Streitigkeiten der Regierung. 1854 wurde von der Regierung das Chelsea Embankment vom Royal Hospital Chelsea nach Millbank gebaut.
1862 begann Sir Joseph Bazalgette das heutige Bauwerk am Nordufer des Flusses zu entwerfen. Die Planung berücksichtigte die Hauptabflüsse des West-Londoner Abwassersystems und U-Bahngleise, über die eine breite Straße und Fußwege konstruiert wurden. Entlang der Themse wurde eine Staumauer gebaut. Insgesamt hat Bazalgette dem Fluss etwa 8,9 Hektar Land abgerungen.
Ein Großteil des für den Bau benötigten Granits stammt aus Lamorna Cove in Cornwall. Die gebrochenen Steine wurden vor Ort in Blöcke gehauen, bevor sie auf Lastkähnen über den Ärmelkanal und die Themse zur Baustelle transportiert wurden.
Beginnend bei der Battersea Bridge im Westen umfasst das Thames Embankment Teile der Straße Cheyne Walk, die Straßen Chelsea Embankment, Grosvenor Road, Millbank und die Victoria Tower Gardens. Nach dem Palace of Westminster heißen Bauwerk und Straße Victoria Embankment, es endet an der Blackfriars Bridge. Unter diesem Stück liegt ein Teil des U-Bahn-Netzes, das von den Linien District- und Circle Line genutzt wird. Es führt am Shell Mex House und dem Savoy Hotel vorbei. Auf dem Thames Embankment liegen viele Parks und Grünflächen, die Embankment Gardens, eine Oase der Ruhe mitten im Stadtzentrum. In den Parkanlagen finden sich viele Statuen, darunter auch eine von Bazalgette.
Das deutlich kleinere Albert Embankment befindet sich gegenüber der Millbank am Südufer des Flusses. Es wurde zwischen Juli 1866 und November 1869 von Bazalgette für das Metropolitan Board of Works (MBW) gebaut. Eine nur in London zu zahlende Kohlensteuer, die an das MBW ging, trug zur Finanzierung des Baus bei.
Einige Teile des Embankment stammen aus dem 20. Jahrhundert und wurden nach Naturkatastrophen wie der Themseflut von 1928 oder nach Beschädigung durch Bomben im Zweiten Weltkrieg wieder aufgebaut.